# Vivarais
Vivarais (oksytański: Vivarés) – tradycyjny region w południowo-wschodniej Francji, w departamencie Ardèche.
Nazwa pochodzi od jego głównego miasta Viviers nad rzeką Rodan. Był częścią Cesarstwa Rzymskiego z biskupem jako papieską władzą zwierzchnią. W 1309 jako jedno z terytoriów Kapetyngów obszar Vivarais został włączony do Langwedocji i należał do niej do 1789.
Od 1999 roku region winiarski Vivarais AOC należący do Côtes du Rhône-Villages obejmuje kilka prowincji południowych departamentu Ardèche i kilka w północnej części Gard.